# Kuźma Czorny
Kuźma Czorny, właśc. Nikałaj Ramanouski, (ur. 24 czerwca 1900 w Borkach koło Siemieżawa  – zm. 22 listopada 1944 w Mińsku), pisarz białoruski, z zawodu nauczyciel. 
Jeden z przywódców ugrupowania literackiego Uzwyszsza. Był autorem opowiadań (Pa daroze 1926) i powieści psychologicznych, ukazujących wpływ rewolucji i wojny domowej 1917–1922 na los i psychikę wieśniaków białoruskich (Baćkauszczyzna 1931, przeróbka dramatyczna 1932), powieści o kolektywizacji wsi (Treciaje pakalennie 1935) oraz filozoficzno-psychologicznych (Mleczny szlach, nie ukończona, wydana w 1954). Pisał także felietony do różnych gazet, w tym do Sowietskiej Biełorussiji, przekłady z literatury rosyjskiej.